# Oporinia regressa
Oporinia regressa là một loài bướm đêm trong họ Geometridae.